# Oratoire d'Oxford
L'Oratoire d'Oxford, ou église Saint-Louis-de-Gonzague (en anglais : Church of St Aloysius Gonzaga ou Oxford Oratory), est l'église paroissiale catholique du centre de la ville d'Oxford, en Angleterre. Elle est située au 25, Woodstock Road. L'église est desservie par la congrégation de l'Oratoire, et elle est dédiée à saint Louis de Gonzague.

## Histoire
La paroisse Saint-Louis-de-Gonzague a été fondée par les prêtres de la Compagnie de Jésus. Achevée en 1875, la construction de Saint-Louis a été une étape importante dans la refondation en cours d'une présence catholique à Oxford. La paroisse a accueilli des membres notables de la société depuis sa création, parmi lesquels Gerard Manley Hopkins. L'église a également abrité une importante collection de reliques léguées par Hartwell de la Garde Grissell (en), dont beaucoup ont été détruites dans les années 1970.
Dans les années 1980, les Jésuites ont quitté l'église, et la paroisse a été reprise par l'archidiocèse de Birmingham. En 1990, l'archevêque de la ville, Maurice Couve de Murville, a invité les membres de l'Oratoire de Birmingham à prendre la direction pastorale de la paroisse et de fonder une nouvelle communauté oratorienne à Oxford. Deux prêtres de Birmingham sont arrivés en septembre 1990 et, en 1993, l'Oratoire d'Oxford a été érigé comme une congrégation indépendante.

## Liturgie
Il fait partie de la tradition de l'Oratoire en Angleterre de veiller à ce que la liturgie soit célébrée de manière digne dans la tradition catholique. La plupart des messes sont célébrées en anglais, bien que la messe soit également célébrée tous les dimanches et jours de fête en latin dans la forme ordinaire et la forme extraordinaire  du rite romain de 1962. Une messe en latin est aussi célébrée chaque mercredi soir. La grande messe dominicale est célébrée en latin, dans la forme ordinaire, à la fois avec diacre et sous-diacre. Le chœur chante des messes et des motets en latin dans de nombreux styles différents.

## Architecture
L'église a été conçue par Joseph Hansom dans un style néo-gothique. Une grande partie de la décoration intérieure originale a été peinte dans les années 1970, et l'autel a été avancé.
L'église se compose d'une nef unique et de cinq chapelles latérales. À gauche du sanctuaire se trouve la chapelle du Sacré-Cœur, et la chapelle de la Vierge se trouve à droite. Il y a aussi des chapelles dédiées à saint Philippe Néri (anciennement la chapelle St-Joseph) et Notre-Dame d'Oxford (également connue sous le nom de la chapelle relique). Depuis 2007, un programme de rénovation a été mis en place avec d'importantes réalisations. Il existe également un projet pour l'établissement d'une nouvelle chapelle dédiée au cardinal John Henry Newman, avec un baptistère, et d'un centre paroissial, mais qui n'a pas abouti pour le moment.

## Galerie

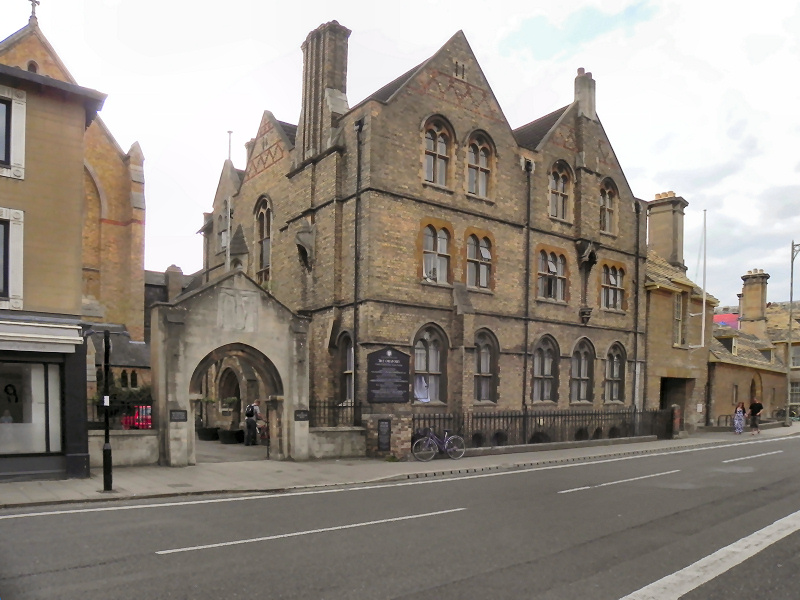
L'entrée de l'Oratoire.
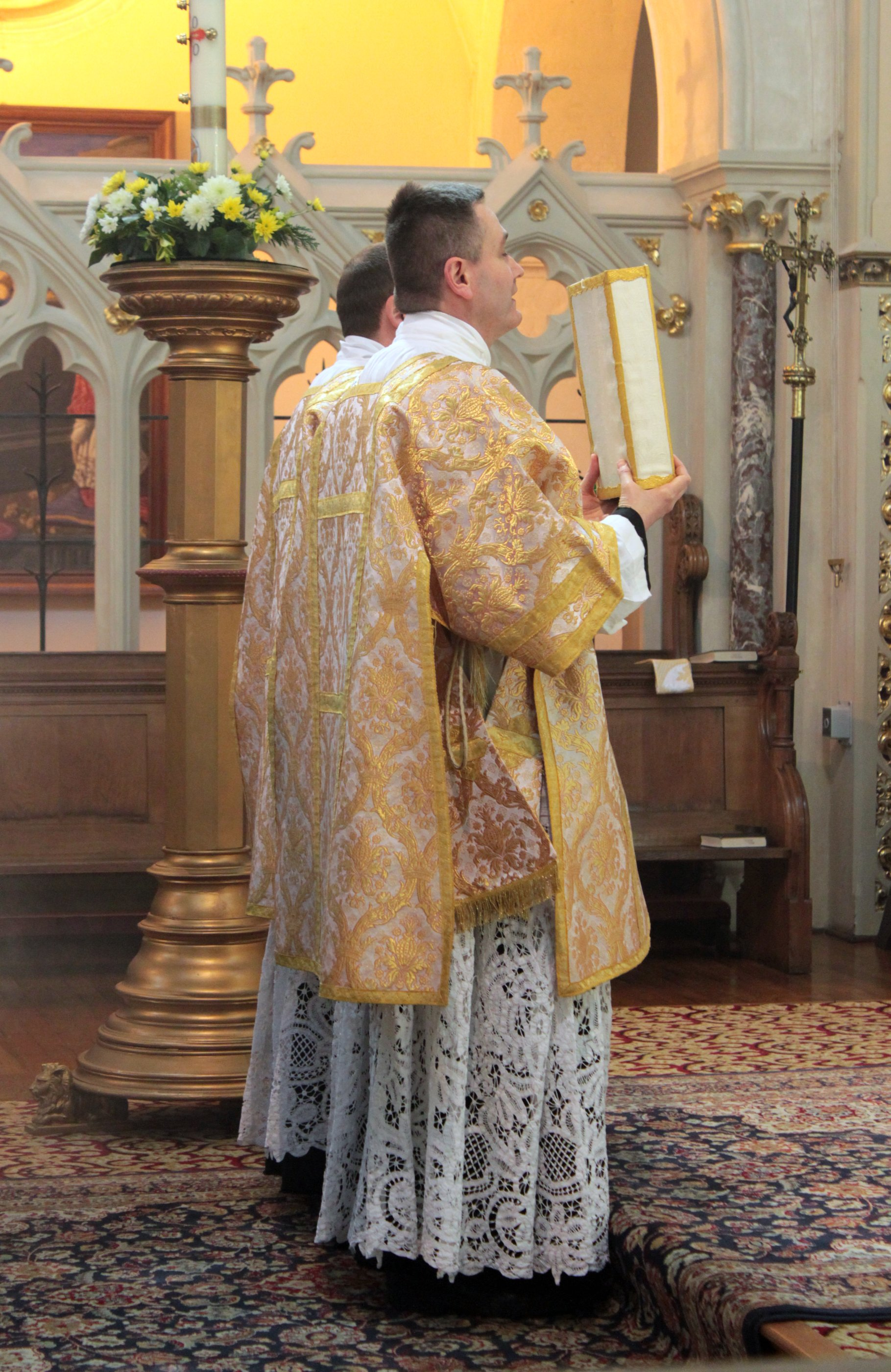
Diacres portant la dalmatique, lors d'une célébration religieuse.
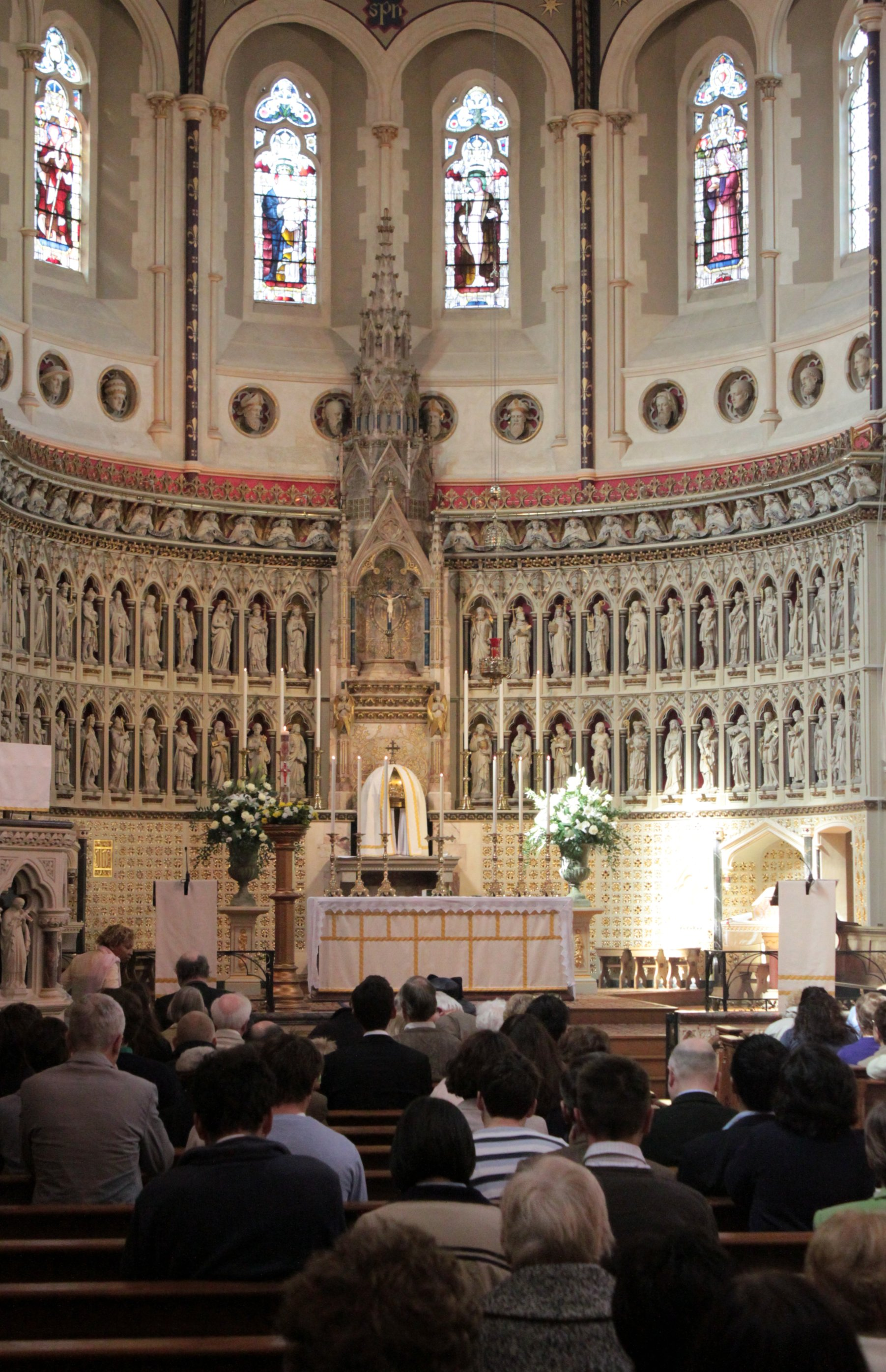
Le chœur.